# Boisdinghem
Boisdinghem [bwadɛ̃ɡɑ̃] est une commune française située dans le département du Pas-de-Calais en région Hauts-de-France. Ses habitants sont appelés les Boisdinghemois. La commune est membre de la communauté de communes du Pays de Lumbres.
Elle est incluse dans le périmètre du parc naturel régional des Caps et Marais d'Opale. Située sur les hauteurs, elle n'a jamais dépassée les 260 habitants et garde un caractère rural, avec un bocage proche des habitations. Il est entouré par une agriculture ouverte, favorisée par des sols limoneux.

## Géographie

### Localisation
Localisée dans le nord-est du département du Pas-de-Calais, la commune de Boisdinghem est située à 13 kilomètres à l'ouest de Saint-Omer (chef-lieu d'arrondissement et aire d'attraction). L'occupation du sol est organisée autour du village : l'habitat est au centre de la commune, avec une présence du bocage. Une agriculture ouverte l'entoure.
Le territoire de la commune est limitrophe de ceux de trois communes.
Les communes limitrophes sont Moringhem, Quelmes et Acquin-Westbécourt.

### Géologie et relief
La superficie de la commune est de 3,13 km2 ; son altitude varie de 104  à   167 mètres. La commune est située sur les hauteurs, à 150 mètres d'altitude, sur le plateau de la limite nord de l'Artois. Les sols sont à dominante limoneuse, le sous-sol est crayeux.

### Hydrographie
L'hydrographie est discrète sur la commune (présence de vallons secs, de fossés et noues). Des ruissellements peuvent apparaître lors de fortes inondations.

#### Réseau hydrographique
Le territoire de la commune est situé dans le bassin Artois-Picardie. Il est drainé par le Barlinghem, d'une longueur de 1,8 km,,.

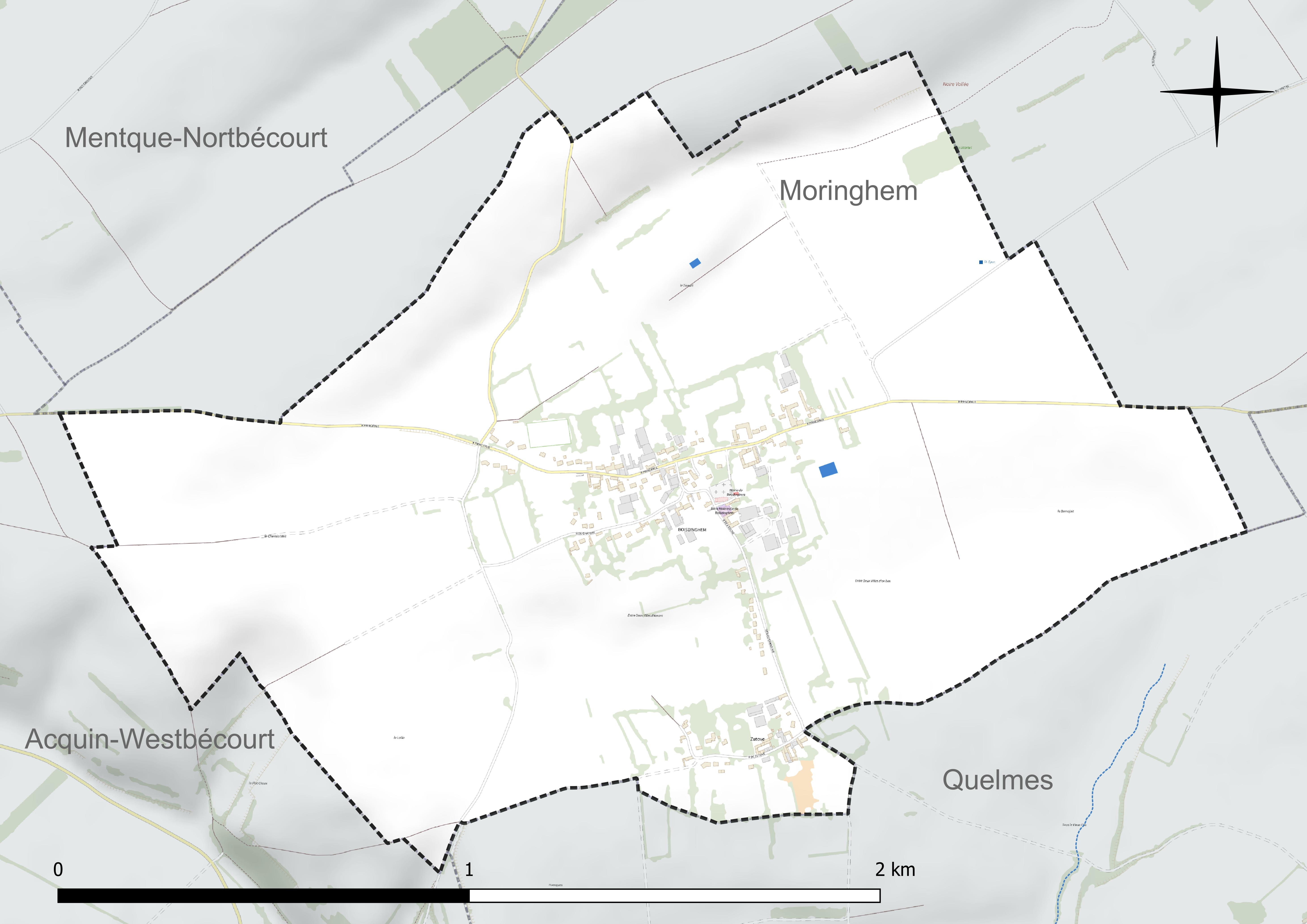
Réseau hydrographique de Boisdinghem.

#### Gestion et qualité des eaux
Le territoire communal est couvert par le schéma d'aménagement et de gestion des eaux (SAGE) « Audomarois ». Ce document de planification concerne un territoire de 662 km2 de superficie, délimité par le bassin versant de l'Aa et sa zone d'étalement : le marais audomarois. Le périmètre a été arrêté le 4 février 1994 et le SAGE proprement dit a été approuvé le 31 mars 2005, puis révisé le 15 janvier 2013, puis le 21 novembre 2021. La structure porteuse de l'élaboration et de la mise en œuvre est le syndicat mixte pour l'aménagement et la gestion des eaux de l'Aa (SmageAa).
La qualité des cours d'eau peut être consultée sur un site dédié géré par les agences de l'eau et l'Agence française pour la biodiversité.

### Climat
Pour des articles plus généraux, voir Climat des Hauts-de-France et Climat du Pas-de-Calais.
En 2010, le climat de la commune est de type climat océanique franc, selon une étude du CNRS s'appuyant sur une série de données couvrant la période 1971-2000. En 2020, Météo-France publie une typologie des climats de la France métropolitaine dans laquelle la commune est exposée à un climat océanique et est dans la région climatique Côtes de la Manche orientale, caractérisée par un faible ensoleillement (1 550 h/an) ; forte humidité de l'air (plus de 20 h/jour avec humidité relative > 80 % en hiver), vents forts fréquents.
Pour la période 1971-2000, la température annuelle moyenne est de 9,9 °C, avec une amplitude thermique annuelle de 13 °C. Le cumul annuel moyen de précipitations est de 895 mm, avec 13 jours de précipitations en janvier et 9 jours en juillet. Pour la période 1991-2020, la température moyenne annuelle observée sur la station météorologique la plus proche, située sur la commune de Nielles-lès-Bléquin à 9 km à vol d'oiseau, est de 10,6 °C et le cumul annuel moyen de précipitations est de 976,9 mm,. Pour l'avenir, les paramètres climatiques de la commune estimés pour 2050 selon différents scénarios d'émission de gaz à effet de serre sont consultables sur un site dédié publié par Météo-France en novembre 2022.

### Milieux naturels et biodiversité

#### Espace protégé
La protection réglementaire est le mode d'intervention le plus fort pour préserver des espaces naturels remarquables et leur biodiversité associée.
Dans ce cadre, la commune fait partie d'un espace protégé : le parc naturel régional des Caps et Marais d'Opale, d'une superficie de 132 499 hectares réparties sur 154 communes, géré par le syndicat mixte d'aménagement et de gestion du parc naturel régional des Caps et Marais d'Opale.

## Urbanisme

### Typologie
Au 1er janvier 2024, Boisdinghem est catégorisée commune rurale à habitat dispersé, selon la nouvelle grille communale de densité à sept niveaux définie par l'Insee en 2022.
Elle est située hors unité urbaine. Par ailleurs la commune fait partie de l'aire d'attraction de Saint-Omer, dont elle est une commune de la couronne,. Cette aire, qui regroupe 79 communes, est catégorisée dans les aires de 50 000 à moins de 200 000 habitants,.

### Occupation des sols
L'occupation des sols de la commune, telle qu'elle ressort de la base de données européenne d'occupation biophysique des sols Corine Land Cover (CLC), est marquée par l'importance des territoires agricoles (100 % en 2018), une proportion identique à celle de 1990 (100 %). La répartition détaillée en 2018 est la suivante : 
terres arables (73,2 %), zones agricoles hétérogènes (15,8 %), prairies (11 %). L'évolution de l'occupation des sols de la commune et de ses infrastructures peut être observée sur les différentes représentations cartographiques du territoire : la carte de Cassini (XVIIIe siècle), la carte d'état-major (1820-1866) et les cartes ou photos aériennes de l'IGN pour la période actuelle (1950 à aujourd'hui).

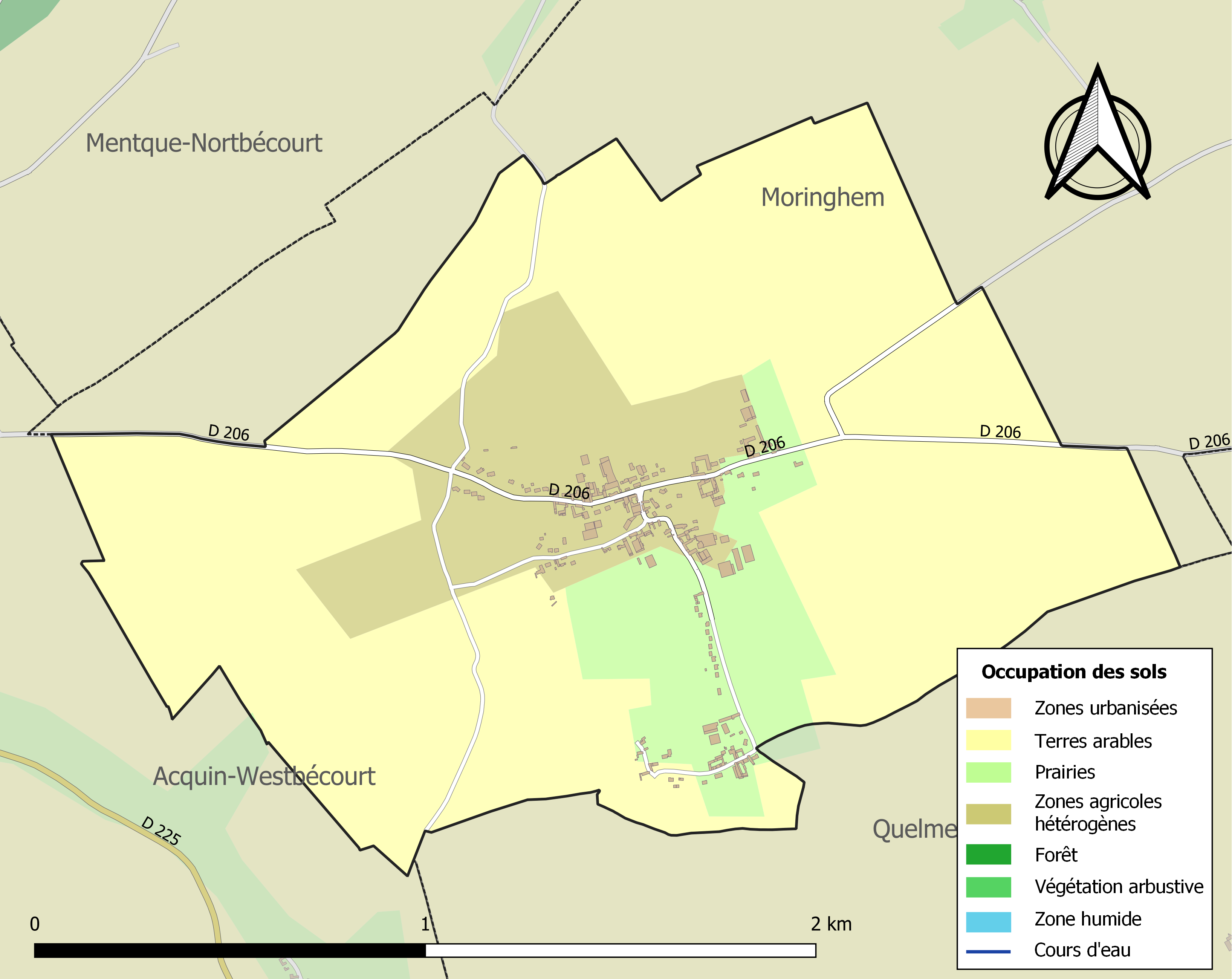
Carte des infrastructures et de l'occupation des sols de la commune en 2018 (CLC).

### Voies de communication et transports

#### Voies de communication
La commune est desservie par la route départementale D 206 et située à 8 km de la sortie no 3 de l'autoroute A26 reliant Calais à Troyes.

#### Transport ferroviaire
La commune se trouve à 14 km de la gare de Saint-Omer, située sur les lignes de Lille aux Fontinettes et de Saint-Omer à Hesdigneul, desservie par des trains TER Hauts-de-France.

### Risques naturels et technologiques

#### Risque inondation
À la suite du passage des tempêtes Ciarán, Domingos et Elisa et des inondations et coulées de boue qui se sont produites, la commune est reconnue, par arrêté du 14 novembre 2023, en état de catastrophe naturelle pour inondations et coulées de boue sur la période du 2 au 12 novembre 2023, comme 179 autres communes du département.

## Toponymie
Le nom de la localité est attesté sous les formes Bodningahem (844-864), Botnigahem (v. 855), Bodingehem et Bodingeham (1139), Baudenguehem (1178), Bodinghem (1210), Buodingehem (1280), Boindinghehem (1287), Boudinghem (1293), Boidinghem (1300), Boudinghehem (1301), Boidingueham (1305), Boidinguehem et Bordinghem (1329), Boudingueham (1372), Bouindingem (1380), Bogdinghem (1427), Boidinghem (1793), Boidinghem et Boisdinghemdepuis 1801.
Boisdinghem viendrait de l'anthroponyme germanique Bodinus suivi de -ingen « peuple (de) » + heim « demeure, domaine (de) », donnant « domaine du peuple de Bodinus ».
Bodingem en flamand.

## Politique et administration

### Découpage territorial
La commune se trouve dans l'arrondissement de Saint-Omer du département du Pas-de-Calais, depuis 1801.

#### Commune et intercommunalités
La commune est membre de la communauté de communes du Pays de Lumbres depuis sa création en 1997. La communauté de communes du Pays de Lumbres regroupe 36 communes et totalise 24 187 habitants en 2021.

#### Circonscriptions administratives
La commune est rattachée au canton de Lumbres depuis 1801.

#### Circonscriptions électorales
Pour l'élection des députés, la commune fait partie de la sixième circonscription du Pas-de-Calais.

### Élections municipales et communautaires

#### Liste des maires
| Période                                  | Période                      | Identité                                  | Étiquette | Qualité                                                                     |
| ---------------------------------------- | ---------------------------- | ----------------------------------------- | --------- | --------------------------------------------------------------------------- |
| Les données manquantes sont à compléter. |                              |                                           |           |                                                                             |
| maire en 1880                            |                              | Constantin-Isidore Martel                 |           | Suppléant du juge de paix du Canton de Lumbres                              |
| 1959                                     | mars 2008                    | Michel Lheureux                           |           |                                                                             |
| mars 2008                                | En cours (au 2 février 2022) | Michel Lheureux (fils du précédent maire) |           | Agriculteur Réélu pour le mandat 2014-2020, Réélu pour le mandat 2020-2026, |

## Équipements et services publics

### Justice, sécurité, secours et défense
La commune dépend du tribunal judiciaire de Saint-Omer, du conseil de prud'hommes de Saint-Omer, de la cour d'appel de Douai, du tribunal de commerce de Boulogne-sur-Mer, du tribunal administratif de Lille, de la cour administrative d'appel de Douai, du tribunal judiciaire de Boulogne-sur-Mer et du tribunal pour enfants de Saint-Omer.

## Population et société

### Démographie
Les habitants de la commune sont appelés les Boisdinghemois.

#### Évolution démographique
L'évolution du nombre d'habitants est connue à travers les recensements de la population effectués dans la commune depuis 1793. Pour les communes de moins de 10 000 habitants, une enquête de recensement portant sur toute la population est réalisée tous les cinq ans, les populations de référence des années intermédiaires étant quant à elles estimées par interpolation ou extrapolation. Pour la commune, le premier recensement exhaustif entrant dans le cadre du nouveau dispositif a été réalisé en 2007.

En 2022, la commune comptait 255 habitants, en évolution de +3,24 % par rapport à 2016 (Pas-de-Calais : −0,72 %, France hors Mayotte : +2,11 %).
| 1793 | 1800 | 1806 | 1821 | 1831 | 1836 | 1841 | 1846 | 1851 |
| ---- | ---- | ---- | ---- | ---- | ---- | ---- | ---- | ---- |
| 209  | 214  | 239  | 227  | 248  | 243  | 258  | 238  | 253  |

| 1856 | 1861 | 1866 | 1872 | 1876 | 1881 | 1886 | 1891 | 1896 |
| ---- | ---- | ---- | ---- | ---- | ---- | ---- | ---- | ---- |
| 233  | 234  | 222  | 223  | 229  | 223  | 236  | 245  | 216  |

| 1901 | 1906 | 1911 | 1921 | 1926 | 1931 | 1936 | 1946 | 1954 |
| ---- | ---- | ---- | ---- | ---- | ---- | ---- | ---- | ---- |
| 197  | 183  | 189  | 192  | 184  | 166  | 169  | 175  | 185  |

| 1962 | 1968 | 1975 | 1982 | 1990 | 1999 | 2006 | 2007 | 2012 |
| ---- | ---- | ---- | ---- | ---- | ---- | ---- | ---- | ---- |
| 167  | 149  | 141  | 158  | 176  | 191  | 211  | 214  | 242  |

| 2017 | 2022 | - | - | - | - | - | - | - |
| ---- | ---- | - | - | - | - | - | - | - |
| 249  | 255  | - | - | - | - | - | - | - |

#### Pyramide des âges
En 2018, le taux de personnes d'un âge inférieur à 30 ans s'élève à 40,2 %, soit au-dessus de la moyenne départementale (36,7 %). À l'inverse, le taux de personnes d'âge supérieur à 60 ans est de 17,3 % la même année, alors qu'il est de 24,9 % au niveau départemental.
En 2018, la commune comptait 122 hommes pour 125 femmes, soit un taux de 50,61 % de femmes, légèrement inférieur au taux départemental (51,5 %).
Les pyramides des âges de la commune et du département s'établissent comme suit.
| Hommes | Classe d’âge | Femmes |
| ------ | ------------ | ------ |
| 0,0    | 90 ou +      | 1,6    |
| 1,6    | 75-89 ans    | 4,0    |
| 14,6   | 60-74 ans    | 12,7   |
| 17,1   | 45-59 ans    | 15,9   |
| 26,8   | 30-44 ans    | 25,4   |
| 11,4   | 15-29 ans    | 15,9   |
| 28,5   | 0-14 ans     | 24,6   |

| Hommes | Classe d’âge | Femmes |
| ------ | ------------ | ------ |
| 0,5    | 90 ou +      | 1,6    |
| 5,6    | 75-89 ans    | 8,9    |
| 16,7   | 60-74 ans    | 18,1   |
| 20,2   | 45-59 ans    | 19,2   |
| 18,9   | 30-44 ans    | 18,1   |
| 18,2   | 15-29 ans    | 16,2   |
| 19,9   | 0-14 ans     | 17,9   |

## Culture locale et patrimoine

### Lieux et monuments
- L'église Saint-Omer.

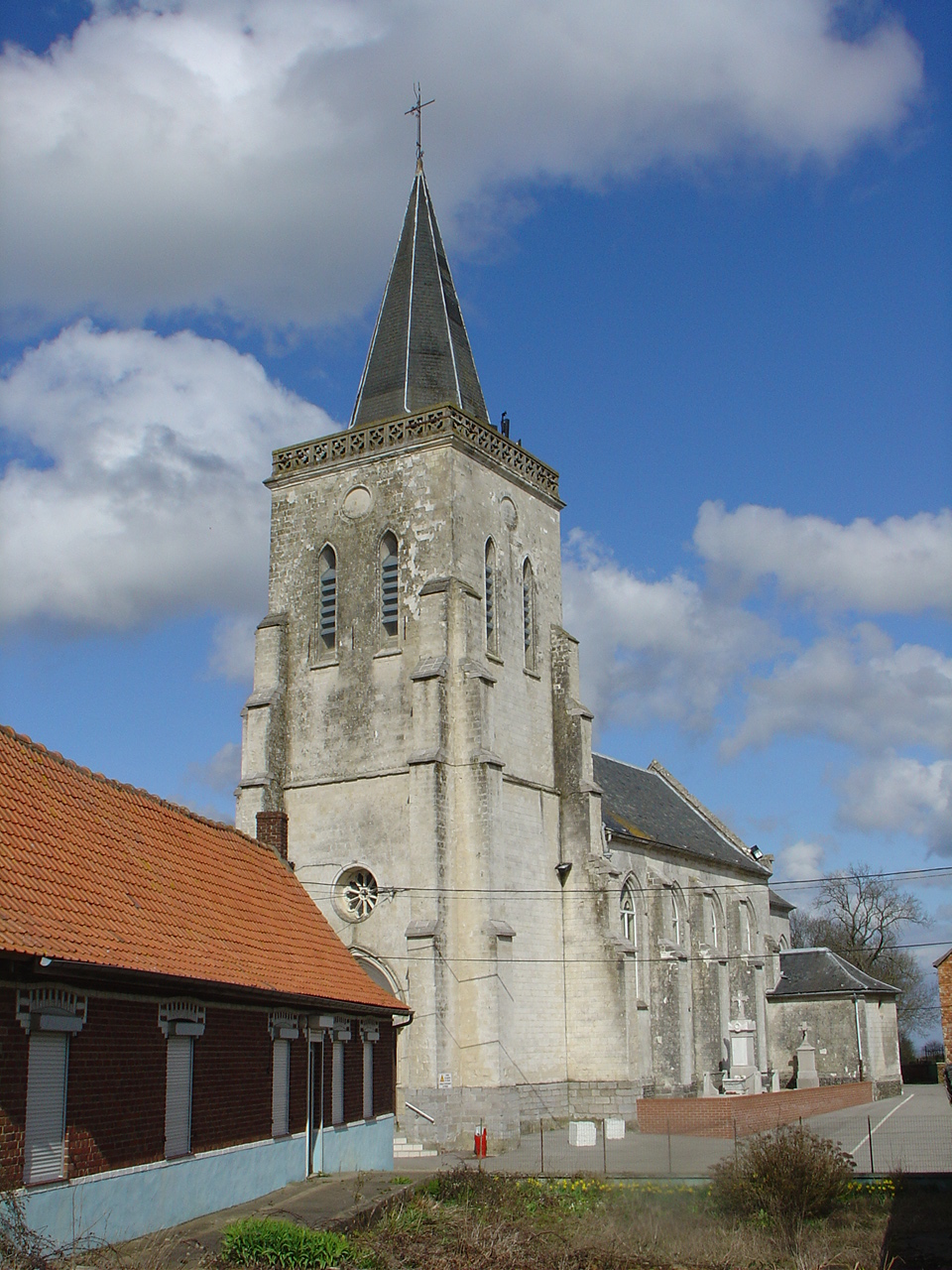
L'église Saint-Omer.

- La commune ne possède pas de monument aux morts[38], mais deux plaques, situées à l'entrée de l'église, commémorent les morts de la Première et Seconde Guerre mondiale.

### Héraldique
| Blason de Boisdinghem | Blason  | D'argent à deux bandes de sable, au lambel de cinq pendants de gueules brochant. |
| Blason de Boisdinghem | Détails | Armes retrouvées sur le sceau de Jean de Boisdinghem, vivant en 1293 et fils de Gilles, seigneur de Boisdinghem et maïeur de Saint-Omer en 1221. Le statut officiel du blason reste à déterminer. |

## Pour approfondir